# Perth Lynx
Perth Lynx is een Australische basketbalclub voor dames uit Perth, West-Australië actief in de Women's National Basketball League, de hoogste Australische damesbasketbalcompetitie.
Het team werd opgericht in 1988 als Perth Breakers. In 2001 wordt de naam Perth Lynx. In 2010 veranderde de naam West Coast Waves. In 2015 keerde de naam Perth Lynx weer terug. Het team was kampioen van de Women's National Basketball League na winst in de Grand Final in 1992.

## Bekende (oud-)spelers
- Tully Bevilaqua
- Rohanee Cox
- Robyn Maher
- Fiona Robinson
- Michele Timms
- Jenny Whittle
- Ariel Atkins
- Asia Taylor
- Antonia Farnworth
- Angela Marino